# Michiyasu Osada
Michiyasu Osada (長田 道泰 Osada Michiyasu?), född 5 mars 1978, är en japansk tidigare fotbollsspelare.
I juni 1997 blev han uttagen i Japans trupp till U20-världsmästerskapet 1997.